# Кантон Тичино
Кантон Тичино (скраћеница TI, итал. Il Canton Ticino, фр. Canton du Tessin) је кантон у јужном делу Швајцарске. Главни град је Белинцона, а највећи град и привредно средиште кантона је град Лугано. Значајан је и град Локарно.

## Географија
Са истока, југа и запада, Тичино је окружен територијом Италије. На северу се граничи са кантонима Ури и Вале, а на североистоку са кантоном Граубинден.
Кантон Тичино је један од средње великих у држави.
Кантон Тичино је већим делом планински, са венцима Алпа. У северном делу Алпи су изразито високи, док се ка југу постепено спуштају у долине, које јужно од кантона, у Италији, прелазе у Падску низију. Први, високи део кантона назива се Сопраћенери, док је јужни, нижи део Сотоћенери. Највиши врх је на 3.402 метра.
Први део је и за хладнијом и оштријом континенталном климом, док је други са измењеном умерено континенталном климом, па је то најтоплији и најосунчанији део Швајцарске. Тичино је познат и по веома честим ударима грома.
На југу налазе се два погранична језера: веће Мађоре и мање, Луганско језеро. Најважнија река је Тичино. Њена долина је позната под именом Ривијера.
Око 75% земљишта је погодно за насељавање и привређивање. Од тога око 1/3 површине је под шумом. На југу је земљиште махом обрађено (воћњаци, оранице).

## Историја
У доба праисторије ово подручје било насељено Келтима. Касније, у 1. веку п. н. е., подручје Тичина је потпало под Стари Рим. По слому Старог Рима овим простором господари више власти (Остроготи, Лангобарди, Франци). Око 1100. године стање се смирује и подручје Тичина на дуже време потпада под кнежеве Милана и Кома.
Од 15. века овим подручјем је политички и војно владао кантон Ури. Области око градова Лугана и Белинцоне су се 1803. ујединиле и прикључиле Швајцарској конфедерацији. Исте године области су издвојене у засебан кантон, једини претежно италијански.
Током 19. века то је био најсиромашнији део Швајцарске. И данас је кантон Тичино међу сиромашнијим областима у држави, али је, са друге стране, најбогатије већински италијанско подручје.

## Окрузи
1. Белинцона - седиште Белинцона,
2. Бленио - седиште Аквароса,
3. Валемађа - седиште Ћевио,
4. Левентина - седиште Фајдо,
5. Локарно - седиште Локарно,
6. Лугано - седиште Лугано,
7. Мендризио - седиште Мендризио,
8. Ривијера - седиште Бјаска.

## Становништво и насеља
Кантон Тичино је имао преко 330 хиљада становника 2010. г., од чега су око 25% странци (махом Италијани из Италије).
Језик: Тичино је једини швајцарски кантон у коме преовлађује италијански језик (83,1%). То је једини званични језик у Тичину. Прате га немачки (8,3%) и српски језик (1,7%).
Вероисповест: Римокатолици су најбројнија верска заједница (75,9%). Једина значајна верска мањина су протестанти (6,9%), а затим следе православци (2,4%) и муслимани (1,9%). Атеисти чине око 12,2% становништва кантона.
Највећи градови су:
- Лугано, 55.000 ст.
- Белинцона, 17.000 ст. - главни град кантона
- Локарно, 15.000 становника.
- Мендризио, 12.000 становника.

## Привреда
Главне привредне гране су: финансијске услуге, туризам, винарство и производња електричне енергије из хидроцентрала.

## Галерија
- Белинцона, средиште кантона
- Луганско језеро
- Долина Верзаска, чувена по лепоти
- Планинско село у кантону Тичино